# مقاطعة باي (فلوريدا)
مقاطعة باي، فلوريدا (بالإنجليزية: Bay County, Florida)‏ هي إحدى مقاطعات ولاية فلوريدا في الولايات المتحدة. ، بلغ عدد سكانها 168852 نسمة في عام 2010 حسب إحصاء مكتب تعداد الولايات المتحدة وتصل الكثافة السكانية فيها 85.36 نسمة/كم2.

## وصلات خارجية
- http://www.co.bay.fl.us/